# ليونيل بوتيلون
ليونيل بوتيلون (10 فبراير 1974 بكلوني في فرنسا - ) (بالفرنسية: Lionel Potillon)‏ هو لاعب كرة قدم فرنسي في مركز الدفاع. شارك مع France military national football team ‏. أما مع النوادي، فقد لعب مع باريس سان جيرمان وريال سوسيداد ونادي سانت إتيان ونادي سوشو ونادي لوهان كويسو.

## وصلات خارجية
- ليونيل بوتيلون على موقع رابطة كرة القدم الفرنسية للمحترفين (الإنجليزية)
- ليونيل بوتيلون على موقع قاعدة بيانات كرة القدم.إي يو (الإنجليزية)
- ليونيل بوتيلون على موقع ليكيب (الفرنسية)